# Zahnlose Schließmundschnecke
Die Zahnlose Schließmundschnecke (Balea perversa) ist eine auch in Deutschland, Österreich und der Schweiz vorkommende kleine Landschnecke mit linksgewundenem Gehäuse.

## Merkmale
Das kegelförmige Gehäuse (7–10 × 2,5–2,7 mm) ist hell bräunlich oder grünlichgelb gefärbt. Es hat acht bis neun Windungen, wobei die letzte Windung auch die breiteste ist, anders als bei vielen anderen Schließmundschnecken. Es wirkt glänzend, was an der sehr feinen Rippung liegt. Die Mündung ist viereckig und  zahnlos bis auf die Oberlamelle, die auf einen kleinen Kallus reduziert ist. Das für die Familie der Schließmundschnecken namensgebende Clausilium fehlt.

## Lebensweise
Balea perversa lebt im Moos, in groben Baumrinden, Baumhöhlen und unverfugten Mauern, an Straßenrändern und felsigen Böschungen, seltener in der Bodenstreu. Die Schnecke ernährt sich von Moosen, Algen, Flechten und Cyanobakterien.
Die Tiere können im Jahr 10 bis 20 Jungtiere (ovovivipar) gebären. Bis zur Geschlechtsreife dauert es unter günstigen Bedingungen drei bis vier Monate. Die Schnecken werden leicht durch Vögel verbreitet.

## Verbreitung und Gefährdung

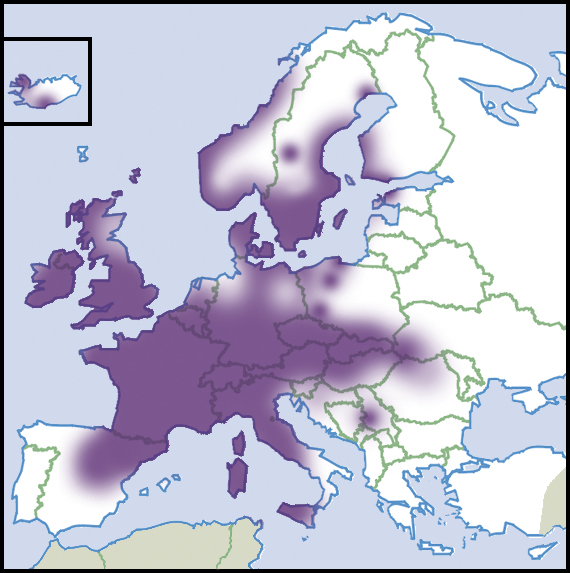
Verbreitung von Balea perversa

Der Verbreitungsschwerpunkt der Zahnlosen Schließmundschnecke liegt in Westeuropa und den Britischen Inseln. Frühere Angaben über ihre Verbreitung auch in Osteuropa werden mittlerweile in Zweifel gezogen.
Sie ist gefährdet durch den Verlust ihrer Biotope (Modernisierung alter Bausubstanz, Beseitigung alter Bäume), durch sauren Regen und Luftverschmutzung. Die Schnecke ist in naturnahe Ökosysteme integriert; aus Stadtgebieten ist sie weitgehend verschwunden. In Deutschland kommt sie nur verstreut vor und ist gefährdet (RL-D 2009: Gefährdungsgrad 3), in Bayern stark gefährdet (RL-BY 2003: Gefährdungsgrad 2). Auch in Österreich gilt sie als gefährdet (RL-At: Gefährdungsgrad 3). In der Schweiz ist sie als „verletzlich“ eingestuft (RL-Ch: VU).